# Champsac
Champsac é uma comuna francesa na região administrativa da Nova Aquitânia, no departamento de Alto Vienne. Estende-se por uma área de 23,94 km². Em 2010 a comuna tinha 679 habitantes (densidade: 28,4 hab./km²).